# Concordatul de la Worms
Concordatul de la Worms a fost încheiat în data de 23 septembrie 1122 între trimișii papei Calixt al II-lea și împăratul Henric al V-lea al Sfântului Imperiu Roman. Înțelegerea a pus capăt luptei de investitură între papă și împărat.

## Conținutul concordatului
Conform acordului din anul 1122, împăratul romano-german nu mai avea dreptul să-i numească pe episcopii din imperiu, el trebuind să renunțe la dreptul  precedent de a înmâna însemnele ierarhice, cârja și inelul episcopal. El putea totuși, doar în regatul german — la nord de Alpi —, în cazurile disputate (conflictuale) să ia parte prin delegați proprii la dezbaterile de investitură a ierarhilor catolici din Germania. De asemenea, regele german putea mai departe, ca suveran în regatul german, să dăruiască investiților, proprietăți funciare, imobiliare, materiale, astfel încât în partea germană a Imperiului el rămânea cu o putere de influență  destul de mare în Biserica Catolică. Această posibilitate o pierdea, prin concordat, în afara regatului german, adică în sudul Imperiului, mai concret în Burgundia și Italia. Aici, împăratul Sfântului Imperiu Roman mai putea doar, după investitura papală (dată de Roma), în timp de 6 luni, în cadrul acordării însemnelor laice ale demnității primite, să dăruiască pe ierarhii investiți.

## Consecințele concordatului
Prin concordatul de la Worms se pune capăt sistemului de sprijinire a regalității germane pe instituția bisericească catolică imperială, care existase pe parcursul dinastiilor ottoniene și salice. Puterea papală se despărțea semnificativ în Sfântul Imperiu Roman de cea a împăratului romano-german, devenind pentru următoarele două secole, o putere de prim rang în Europa de Vest și Europa Centrală. Scaunul Papal a încheiat ulterior înțelegeri asemănătoare celei de la Worms cu Aragon în anul 1208, cu Anglia în 1213 și cu Franța în 1268.